# Hanwa-lijn
De Hanwa-lijn (阪和線,Hanwa-sen) is een spoorlijn in de agglomeratie Osaka-Kobe-Kioto. De lijn is 61,3 km lang en verbindt station Tennoji (Osaka) met station Wakayama (Wakayama). De lijn wordt geëxploiteerd door West Japan Railway Company (JR West).
De Hagoromo-lijn (羽衣線,Hagoromo-sen) tussen station Otori en station Higashi-Hagoromo maakt ook officieel deel uit van de Hanwa-lijn.

## Stations

### Hanwa-lijn
| Station                                                                                   | Japans     | Verbindingen | Wijk         | Stad      | Prefectuur |          |
| ----------------------------------------------------------------------------------------- | ---------- | --- | ------------ | --------- | ---------- | -------- |
| Van/naar Shin-Osaka en Kyobashi via de Osaka-ringlijn, Station Namba via de Yamatoji-lijn |            | |              |           |            |          |
| Tennōji                                                                                   | 天王寺     | JR West: Osaka-ringlijn, Yamatoji-lijn Metro van Osaka: Midosuji-lijn, Tanimachi-lijn Kintetsu: Minami-Osaka-lijn Hankai: Hankai-lijn | Tennōji-ku   | Ōsaka     | Ōsaka      |          |
| Bishōen                                                                                   | 美章園     | | Abeno-ku     | Ōsaka     | Ōsaka      |          |
| Minami-Tanabe                                                                             | 南田辺     | | Abeno-ku     | Ōsaka     | Ōsaka      |          |
| Tsurugaoka                                                                                | 鶴ヶ丘     | | Abeno-ku     | Ōsaka     | Ōsaka      |          |
| Nagai                                                                                     | 長居       | Metro van Osaka: Midosuji-lijn | Sumiyoshi-ku | Ōsaka     | Ōsaka      |          |
| Abikochō                                                                                  | 我孫子町   | | Sumiyoshi-ku | Ōsaka     | Ōsaka      |          |
| Sugimotochō                                                                               | 杉本町     | | Sumiyoshi-ku | Ōsaka     | Ōsaka      |          |
| Asaka                                                                                     | 浅香       | | Sakai-ku     | Sakai     | Ōsaka      |          |
| Sakaishi                                                                                  | 堺市       | | Sakai-ku     | Sakai     | Ōsaka      |          |
| Mikunigaoka                                                                               | 三国ヶ丘   | Nankai: Koya-lijn | Sakai-ku     | Sakai     | Ōsaka      |          |
| Mozu                                                                                      | 百舌鳥     | | Sakai-ku     | Sakai     | Ōsaka      |          |
| Uenoshiba                                                                                 | 上野芝     | | Nishi-ku     | Sakai     | Ōsaka      |          |
| Tsukuno                                                                                   | 津久野     | | Nishi-ku     | Sakai     | Ōsaka      |          |
| Ōtori                                                                                     | 鳳         | JR West: Hagoromo-lijn (zie onder) | Nishi-ku     | Sakai     | Ōsaka      |          |
| Tonoki                                                                                    | 富木       | | Takaishi     | Takaishi  | Ōsaka      |          |
| Kita-Shinoda                                                                              | 北信太     | | Izumi        | Izumi     | Ōsaka      |          |
| Shinodayama                                                                               | 信太山     | | Izumi        | Izumi     | Ōsaka      |          |
| Izumi-Fuchū                                                                               | 和泉府中   | | Izumi        | Izumi     | Ōsaka      |          |
| Kumeda                                                                                    | 久米田     | | Kishiwada    | Kishiwada | Ōsaka      |          |
| Shimomatsu                                                                                | 下松       | | Kishiwada    | Kishiwada | Ōsaka      |          |
| Higashi-Kishiwada                                                                         | 東岸和田   | | Kishiwada    | Kishiwada | Ōsaka      |          |
| Higashi-Kaizuka                                                                           | 東貝塚     | | Kazuika      | Kazuika   | Ōsaka      |          |
| Izumi-Hashimoto                                                                           | 和泉橋本   | | Kazuika      | Kazuika   | Ōsaka      |          |
| Higashi-Sano                                                                              | 東佐野     | | Izumisano    | Izumisano | Ōsaka      |          |
| Kumatori                                                                                  | 熊取       | | Kumatori     | Kumatori  | Ōsaka      |          |
| Hineno                                                                                    | 日根野     | JR West: Kansai-kuko-lijn | Izumisano    | Izumisano | Ōsaka      |          |
| Van/naar Kansai-kuko via Kansai-kuko-lijn                                                 |            | |              |           |            |          |
| Nagataki                                                                                  | 長滝       | | Izumisano    | Izumisano | Ōsaka      |          |
| Shinge                                                                                    | 新家       | | Sennan       | Sennan    | Ōsaka      |          |
| Izumi-Sunagawa                                                                            | 和泉砂川   | | Sennan       | Sennan    | Ōsaka      |          |
| Izumi-Tottori                                                                             | 和泉鳥取   | | Hannan       | Hannan    | Ōsaka      |          |
| Yamanakadani                                                                              | 山中渓     | | Hannan       | Hannan    | Ōsaka      |          |
| Kii                                                                                       | 紀伊       | | Wakayama     | Wakayama  | Wakayama   | Wakayama |
| Musota                                                                                    | 六十谷     | | Wakayama     | Wakayama  | Wakayama   | Wakayama |
| Kii-Nakanoshima                                                                           | 紀伊中ノ島 | | Wakayama     | Wakayama  | Wakayama   | Wakayama |
| Wakayama                                                                                  | 和歌山     | JR West: Kisei-lijn, Wakayama-lijn Wakayama Electric Railway: Kishigawa-lijn                                                          | Wakayama     | Wakayama  | Wakayama   | Wakayama |
| Lijn loopt verder als de Kisei-lijn                                                       |            | |              |           |            |          |

### Hagoromo-lijn
| Station          | Japans | Verbindingen                            | Wijk     | Stad     | Prefectuur |
| ---------------- | ------ | --------------------------------------- | -------- | -------- | ---------- |
| Otori            | 鳳     | JR West: Hanwa-lijn (zie boven)         | Sakai-ku | Sakai    | Ōsaka      |
| Higashi-Hagoromo | 東羽衣 | Nankai: Nankai-lijn, Takashinohama-lijn | Takaishi | Takaishi | Ōsaka      |